# Litauische Eishockeyliga 2006/07
Die Saison 2006/07 war die 16. Spielzeit der litauischen Eishockeyliga, der höchsten litauischen Eishockeyspielklasse. Meister wurde zum insgesamt 14. Mal in der Vereinsgeschichte der SC Energija.

## Modus
In der Hauptrunde absolvierte jede der drei Mannschaften insgesamt zwei Spiele. Der Erstplatzierte der Hauptrunde traf im Meisterschaftsfinale auf den für dieses direkt qualifizierte SC Energija. Für einen Sieg erhielt jede Mannschaft zwei Punkte, bei einem Unentschieden gab es ein Punkt und bei einer Niederlage null Punkte.

## Hauptrunde
|    | Klub             | Sp | S | U | N | Tore | Punkte |
| -- | ---------------- | -- | - | - | - | ---- | ------ |
| 1. | SC Energija II   | 2  | 2 | 0 | 0 | 12:0 | 6      |
| 2. | Kauno Tigrai     | 2  | 1 | 0 | 1 | 8:9  | 3      |
| 3. | Vilniaus Maximum | 2  | 0 | 0 | 2 | 4:15 | 0      |

Sp = Spiele, S = Siege, U = unentschieden, N = Niederlagen, OTS = Overtime-Siege, OTN = Overtime-Niederlage, SOS = Penalty-Siege, SON = Penalty-Niederlage

## Finale
- SC Energija – SC Energija II 6:4